# Apterograeffea reunionensis
Phasme du palmiste
Espèce
Apterograeffea reunionensis (Cliquennois et Brock, 2002) est une espèce de phasmes, endémique de l'île de La Réunion. Apterograeffea reunionensis se nourrit du Palmiste rouge (Acanthophoenix rubra).